# Virtual Villagers 3: The Secret City
Virtual Villagers 3: The Secret City — компьютерная игра в жанре стратегия непрямого контроля, продолжение игр Virtual Villagers: a New Home и Virtual Villagers 2: the Lost Children.

## Игровой процесс
Поселенцами можно управлять, «подхватывая» их мышью и опуская на выбранный объект. Если поселенец обладает необходимыми навыками, он начнет работать.
Одна из особенностей игры — развитие поселения происходит в реальном времени (даже когда игра выключена), впрочем с помощью настроек можно поставить её на паузу.

## Сюжет
Горстка людей, выживших после катастрофы, плывет по океану и находит таинственный остров, на котором решает поселиться.